# Жигури
Жи́гури (латыш. Žīguri, латг. Žeiguri) — село в Вилякском крае Латвии, административный центр Жигурской волости. До 2000-х годов здесь располагалась одноимённая железнодорожная станция (на разобранной ныне линии Гулбене — Пыталово).

## История
В 1958 году Жигури получил статус посёлка городского типа. С 1990 — село. До реформы 2009 года входило в Балвский район.

## Население
| 1959 | 1970 | 1979 | 1989 | 2007 | 2015 | 2018 |
| ---- | ---- | ---- | ---- | ---- | ---- | ---- |
| 1658 | 975  | 1023 | 1053 | 822  | 651  | 603  |